# Tasiocera subnuda
Tasiocera subnuda är en tvåvingeart som först beskrevs av Alexander 1926.  Tasiocera subnuda ingår i släktet Tasiocera och familjen småharkrankar. Inga underarter finns listade i Catalogue of Life.